# Pseudotrapelus
Pseudotrapelus is een geslacht van hagedissen die behoren tot de agamen (Agamidae).

## Naam en indeling
De wetenschappelijke naam van de groep werd voor het eerst voorgesteld door Leopold Fitzinger in 1843.
Er zijn zes soorten, waarvan er vier pas recentelijk zijn beschreven; twee in 2012 één in 2013 en de soort Pseudotrapelus chlodnickii werd voor het eerst wetenschappelijk beschreven in 2015. Lange tijd was het geslacht monotypisch en telde slechts een enkele soort; Pseudotrapelus sinaitus.
De geslachtsnaam Pseudotrapelus betekent vrij vertaald 'lijkend op Trapelus' en verwijst naar de gelijkenis met de soorten uit dit geslacht.

## Verspreiding en habitat
Alle soorten komen voor in uiterst noordwestelijk Afrika en het Arabisch Schiereiland. De agamen zijn aangetroffen in de landen Egypte, Eritrea, Ethiopië, Israël, Jemen, Jordanië, Oman, Saoedi-Arabië, Soedan, Syrië en de Verenigde Arabische Emiraten.

## Soorten
Het geslacht omvat de volgende soorten, met de auteur en het verspreidingsgebied.
| Naam                       | Auteur                                                    | Verspreidingsgebied                                                                                     |
| -------------------------- | --------------------------------------------------------- | --- |
| Pseudotrapelus aqabensis   | Melnikov, Nazarov, Ananjeva & Disi, 2012                  | Jordanië, Egypte, mogelijk in Saoedi-Arabië                                                             |
| Pseudotrapelus chlodnickii | Melnikov, Śmiełowski, Melnikova, Nazarov & Ananjeva, 2015 | Soedan, Libië                                                                                           |
| Pseudotrapelus dhofarensis | Melnikov & Pierson, 2012                                  | Oman |
| Pseudotrapelus jensvindumi | Melnikov, Ananjeva & Papenfuss, 2013                      | Oman |
| Pseudotrapelus neumanni    | Tornier, 1905                                             | Jemen, Saoedi-Arabië                                                                                    |
| Pseudotrapelus sinaitus    | Heyden, 1827                                              | Egypte, Israël, Jordanië, Syrië, Saoedi-Arabië, Verenigde Arabische Emiraten, Soedan, Ethiopië, Eritrea |